# 依巴拉度时间
《依巴拉度时间》（日语： Ibarādo Jikan）是吉卜力工作室于2007年制作的动画原创动画录像带（OVA），以DVD和蓝光光碟发行，该片导演为井上直久。
片中的故事发生在一个被称为依巴拉度的架空世界，其场景也曾成为吉卜力工作室出品的另一部电影《侧耳倾听》的灵感。

## 作品內容
此OVA動畫內容是透過數位畫面合成的效果，以動態的方式呈現先前井上直久所繪製的各幅依巴拉度畫作，再配上風格較輕快的配樂來讓觀眾賞析。
而此作品裡頭並未有特定的故事劇情，也未添加任何對白。

## 製作群
- 原作．分鏡圖．導演：井上直久
- 製作人：野中晉輔
- 作畫監督：小西賢一
- CG監督：木部鐵也
- 原畫：古屋勝梧、米林宏昌、橫田匡史
- 動畫檢查：鈴木子
- 動畫師：中邊利惠、手島晶子、中村勝利、藤井香織、大橋實、高橋、山浦由加里、金子由紀江、中西雅美、鈴木理沙
- 數位合成：松本陽介
- 數位畫面：山田和子、熊倉茜、森奈諸美、古城理惠、菊池清子、石井裕章、齋藤純也、高柳加奈子、沼畑富美子、藤岡陽子
- 助手：森茂
- 音樂：松尾清憲、小室和幸
- 音響監督：笠松廣司
- 音樂工程師：新見政弘
- 混音工程師：浜田純伸
- 錄音室：Dg Circus
- 後期製作：稻城和實、古城環、津司紀子
- 製作助理：伊藤鄉平
- 生成經理：渡邊宏行
- 製作動畫室： 吉卜力工作室
- 協助動畫室：Mediar、Anime ToroToro

## 作品評價
Mania.com評論《依巴拉度時間》是個有著相當精美的畫面、並且能讓人輕鬆賞析的作品，雖然沒有太多會讓人驚豔的橋段，但適合作為展示影視硬體設備能力的影片。

## 外部連結
- 互联网电影数据库（IMDb）上《依巴拉度時間》的资料（英文）